# Carabodes brevis
Carabodes brevis är en kvalsterart som beskrevs av Banks 1896. Carabodes brevis ingår i släktet Carabodes och familjen Carabodidae. Inga underarter finns listade.